# Bombus diversus
Bombus diversus là một loài Hymenoptera trong họ Apidae. Loài này được Smith mô tả khoa học năm 1869.